# Холмы Кирана
Холмы Кирана (англ. Kirana Hills) — невысокий и обширный скалистый горный массив является частью небольшого хребта Киран в Рабве и Саргодхе, Пакистан. Холмы считаются достопримечательностью в городе Саргодха. Носят местное название — «Черные горы» из-за коричневатого ландшафта. Самая высокая гора достигает около 980 футов (300 м).
Регион известен своими экстремальными погодными условиями. Максимальная температура достигает 50 °C (122 °F) летом, минимальная зарегистрированная температура достигает точки замерзания зимой. Геологическая служба Пакистана проводит в этом регионе вулканические и геофизические исследования скалистого ландшафта и полезных ископаемых.  Окрестности сильно заражены дикими кабанами.

## Ядерные испытания
Кирана-I — кодовое название 24 подкритических «холодных испытаний», проведенных Пакистаном в 1983–1990 годах. Инженерный корпус пакистанской армии возглавлял гражданское строительство потенциальных площадок для их проведения. Комиссия по атомной энергии Пакистана провела несколько испытаний осуществимости проектов создания ядерного оружия. Все испытания были подкритическими (холодными) и не были ядерными взрывами.
Комиссия проводила здесь дополнительные исследования радиационного воздействия ядерных взрывов. Исследовательские лаборатории Кахуты (KRL) также провели здесь подкритические испытания собственных конструкций оружия.
Программа испытаний была решающей для программы создания атомной бомбы в Пакистане и держалась в строжайшей секретности. Результаты тестов были обнародованы в 2000 году газетой The Nation.

### Подготовка к испытаниям

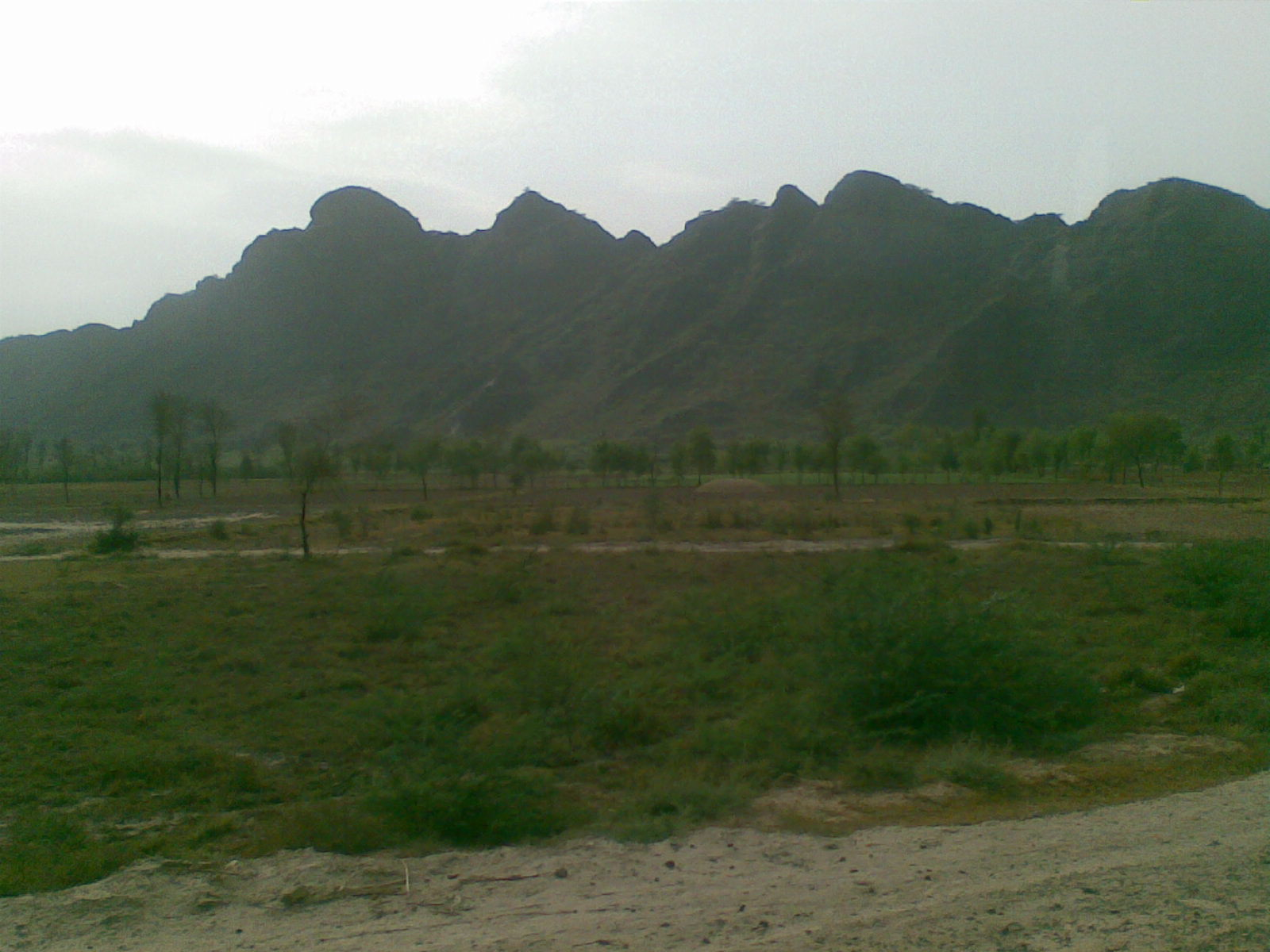
Холмы Кирана на шоссе Фейсалабад, Саргодха

Инженерный корпус пакистанской армии начал обширное проектирование потенциальных испытательных полигонов в 1979–83 годах. Несколько скоординированных встреч между Комиссией по атомной энергии Пакистана и военными позволили организовать работу над потенциальными объектами. Строительство началось в 1979 году. Работы завершились в 1983 году в Чагае и Киране. Тоннели и испытательные лаборатории в Киране были аналогичны по конструкции Чагаю.
Инженерное подразделение специального назначения пакистанских военных ученых и инженерных войск Special Development Works начало работу под руководством бригадного генерала Мухаммада Сарфараза в 1977 году. Это подразделение несло ответственность за полигоны для испытаний оружия и логистику в программе создания атомной бомбы.
Пакистанские военные проектировали полигоны для испытаний оружия и осознавали растущую подозрительность США в отношении секретных военных ядерных программ Пакистана. Все работы в день испытания были завершены ночью, до восхода солнца, и территория оцеплена от возможных посетителей. Инженерные группы были отправлены распечатать, открыть и очистить туннели, чтобы не допустить туда диких кабанов, которые в изобилии водятся в регионе Саргодха. После завершения подготовки и расчистки туннелей прибыла диагностическая группа Комиссии по атомной энергии Пакистана во главе с руководителем лаборатории Самаром Мубаракмандом, который прибыл на трейлерах, оснащенных диагностическим оборудованием. За ними последовали сотрудники группы Wah Group Scientists под руководством Замана Шейха и Управления технического развития под руководством Хафиза Куреши, которые привезли ядерное устройство. Оно было размещено в лабораториях по испытанию оружия, а системы мониторинга были связаны примерно с 20 кабелями, соединяющими различные части устройства с генераторами в диагностических фургонах, припаркованных возле холмов Кирана.
Устройство тестировалось с помощью кнопочной техники, выполненной в винтажном стиле. Первым испытанием было выяснить, создает ли пусковой механизм необходимые нейтроны для запуска цепной реакции деления. Однако при нажатии кнопки выяснилось, что часть проводов, соединяющих устройство с генераторами, была оборвана из-за ошибок, допущенных при подготовке кабелей. Сначала предполагалось, что устройство было неисправно, но более тщательное изучение генераторов подтвердило, что нейтроны действительно были выпущены и цепная реакция произошла.

#### Испытательные команды
Комиссия по атомной энергии Пакистана провела серию холодных испытаний. Эту секретную операцию по испытанию оружия Ишфак Ахмад, физик-ядерщик, директор лаборатории и технический руководитель Комиссии, назвал «Кирана-I». В число других сотрудников Комиссии, занимающихся разработкой тестов, входили директор Управления технического развития Хафиз Куреши, директор группы Wah Group Scientists Заман Шейх, директор Отдела прикладной радиации и изотопов Наим Ахмад Хан, директор Группы теоретической физики Риазуддин и директор Диагностической группы Самар Мубаракманд.
В результате в период с 1983 по 1990 год Wah Group Scientists и Управление технического развития Комиссии по атомной энергии Пакистана провели более 24 холодных испытаний ядерного устройства в холмах Кирана с помощью мобильного диагностического оборудования. Эти испытания проводились в 24 туннелях длиной 100–150 футов, пробуренных под холмами Кирана.
Взрывчатка октоген использовалась для срабатывания устройства, которое было испытано под руководством Хафиза Куреши. Успешные испытания холодного деления проводились под руководством Ишфака Ахмада, а свидетелями были ключевые высокопоставленные чиновники, включая председателя Комиссии по атомной энергии Пакистана Мунира Ахмад Хана, начальника штаба армии генерала Халида Махмуда Арифа и председателя Сената Гулама Исхак Хана.

### Результаты и выводы
Холодное испытание, проведенное Комиссией в 1983 году, стало важным шагом в программе Пакистана по созданию ядерного оружия. Однако под руководством Комиссии не была создана пакистанская ядерная бомба. Как отмечает Хьюстон Вуд, профессор машиностроения и аэрокосмической техники Университета Вирджинии: «Самым трудным этапом в создании ядерного оружия является производство расщепляющегося материала». К 1983 году в распоряжении Комиссии этих материалов не было. Таким образом, самый трудный шаг в создании ядерного оружия еще предстояло сделать.
Необходимость совершенствования конструкции первого ядерного устройства требовала постоянных испытаний. Спутники США Vela начали мониторинг региона, в результате чего программа испытаний была перенесена на хребет Кала Читта. Испытательные полигоны были заброшены, и в 1990 году правительство Пакистана открыло регион для общественного туризма.